# Hvítavatn
Ne doit pas être confondu avec Hvítárvatn.
Le Hvítavatn, toponyme islandais signifiant littéralement en français « le lac blanc », est un petit lac dans le Sud de l'Islande. Il se trouve sur les Hautes Terres, entre le Síðujökull et le Skeiðarárjökull qui font partie du Vatnajökull. 
Le lac est situé à environ quinze kilomètres au nord du Skeiðarársandur.